# Baronia (Irlanda)

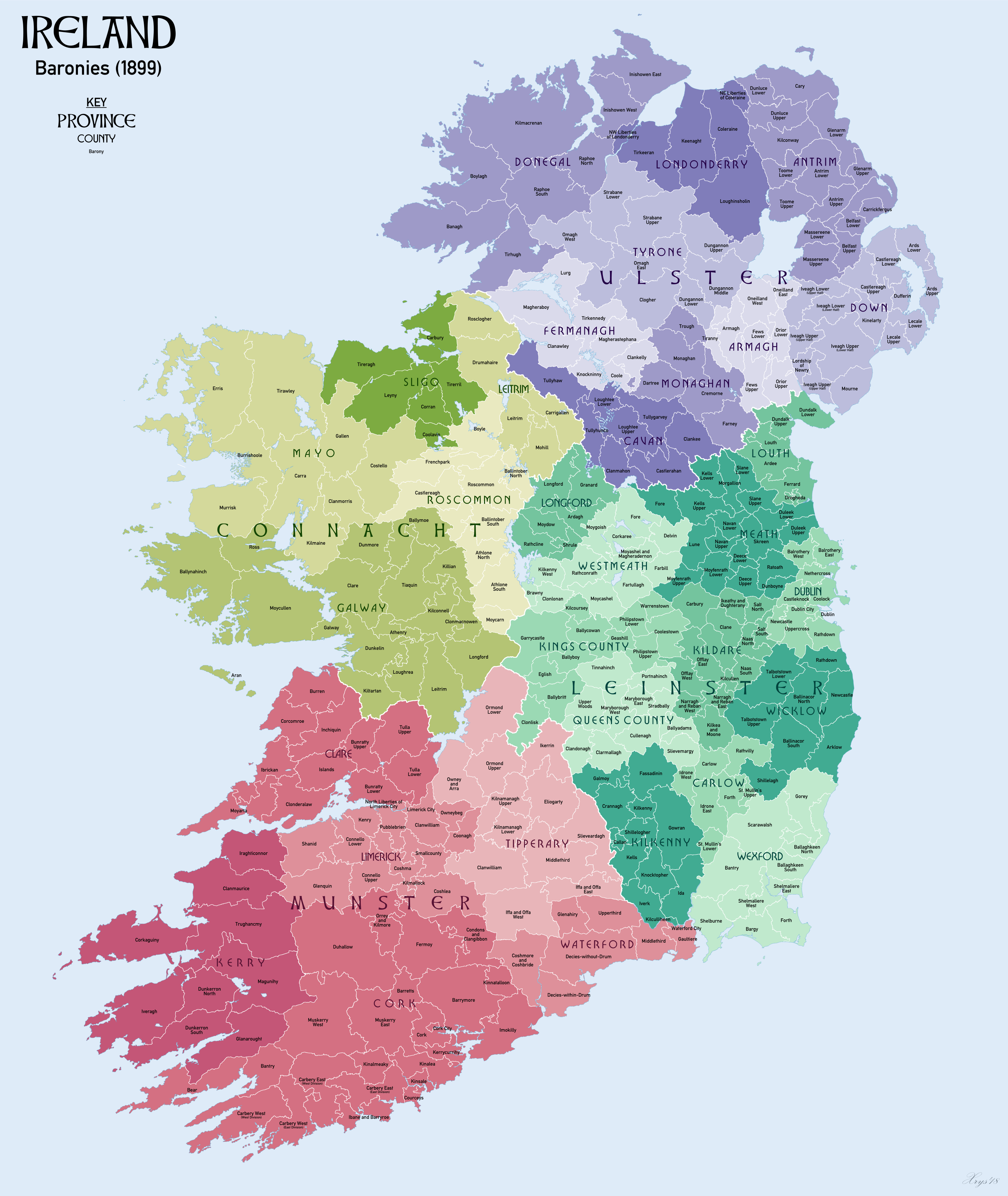
Mapa das Baronias da Irlanda em 1899

Na Irlanda, uma baronia (em irlandês: barúntacht, plural barúntachtaí) é uma subdivisão histórica de um condado, análoga às centenas em que os condados da Inglaterra foram divididos. As baronias foram criadas durante a reconquista da Irlanda pelos Tudor, substituindo os cantreds anteriores formados após a invasão normanda original. Algumas baronias antigas foram posteriormente subdivididas em meias baronias com o mesmo status das baronias plenas.
As baronias eram principalmente unidades cadastrais e não administrativas. Eles adquiriram modestas funções de tributação e gastos locais no século XIX, antes de serem substituídos pela Lei do Governo Local (Irlanda) de 1898. Os ajustes subsequentes dos limites dos condados significam que algumas baronias agora abrangem dois condados.